# バハル・トクソイ
バハル・トクソイ・グイデッティ（Bahar Toksoy Guidetti, 1988年2月6日 - ）は、トルコの女子バレーボール選手。トルコ代表。

## 来歴
イズミル出身。2008年にトルコ代表に初選出され、北京オリンピック欧州大陸予選に出場。その後は経験を積み、トルコのスタメンセンターに定着。2011年には欧州選手権では銅メダルを獲得、翌年にはロンドンオリンピックに出場した。2012-13シーズンには欧州チャンピオンズリーグ、トルコリーグ、トルコカップの3冠を達成した。同シーズンに所属していた木村沙織とはチームメイトであった。

## 人物
- 2013年にバレーボール指導者のジョバンニ・グイデッティと結婚している[1]。

## 球歴
- 2010年 世界選手権（6位）
- 2011年 欧州選手権（準優勝）
- 2012年 ロンドンオリンピック（9位）
- 2013年 欧州選手権（7位）
- 2014年 ワールドグランプリ（4位）
- 2014年 世界選手権（9位）

## 所属クラブ
- カルシュヤカ（2002-2004年）
- イェシルユルト（2004-2006年）
- ワクフバンクSK（2007-2015年）
- サヴィーノ・デルベーネ・スカンディッチ（2015-2016年）
- エジザージュバシュ（2015-2016年）
- フェネルバフチェ（2016-2021年）
- トゥルク・ハヴァ・ヨラーリ（2021-2023年）
- ベシクタシュ（2023-2024年）
- İBB Spor Kulübü（2024-2025年）